# منير جدعون
منير جدعون، مقدم برامج ومذيع أردني على شاشة التلفزيون الأردني. عمل مذيع أول للأخبار والبرامج الإخبارية في الإذاعة الأردنية من عام 1965 ولغاية 1990، ومذيعا رئيسا للأخبار في التلفزيون من عام 1970 ولغاية 1990.
ولد جدعون في نيسان عام 1946، وحصل على شهادة الدراسة الثانوية العامة القسم الأدبي في عام 1964 وشهادة بكالوريوس أدب عربي في عام 1975، وأخرى علوم سياسية من الجامعة اللبنانية.
عرف عنه تعليقه على البرامج الوثائقية والعلمية لدى مؤسسة الشروق للإنتاج الفني من عام 1985 إلى 2002، حيث أذيعت في العديد من الفضائيات العربية.
شغل منصب مدير تنفيذي لمحطة تلفزيونية خاصة عام 2007، كما عمل مذيعا للأخار ومقدما للبرامج في إذاعة الأمن العام من عام 2008 إلى عام 2012. توفي في 15/12/2015.